# John Harington Gubbins
John Harington Gubbins, född den 24 januari 1852 i Indien, död den 23 februari 1929 i Edinburgh, var en brittisk diplomat. Han var far till Colin Gubbins.
Gubbins var diplomat i Japan 1871-1894. Efter det tjänstgjorde han i London på det brittiska utrikesdepartementet februari 1894 - juli 1894. Mellan 1909 och 1912 undervisade han i japanska språket på Oxfords universitet. Tjänsten avskaffades 1912 på grund av bristande elevunderlag.

## Fotnoter
1. 1 2 3  Darryl Roger Lundy, The Peerage.[källa från Wikidata]
2. ↑  läs online, books.google.co.uk .[källa från Wikidata]